# Joan Hartock
Joan Hartock (né le 17 février 1987 à La Trinité en Martinique) est un footballeur français, international martiniquais, qui joue au poste de gardien de but à l'AGL Drapeau Fougères en National 3.

## Biographie
Joan Hartock a été formé à l'US Robert. Précoce, il devient titulaire dans les cages du club de Division d'honneur dès ses 16 ans. Rapidement, le jeune gardien est repéré et parrainé par Bernard Lama. Il joue alors avec la sélection A de Martinique à seulement 17 ans.
Arrivé à 17 ans de la Martinique, il passe sept années de 2004 à 2011 à l'Olympique lyonnais, entraîné par Joël Bats. Il évolue principalement en CFA et devient le 3e gardien de l’Olympique lyonnais. À son arrivée en 2004 il signe un contrat d'aspirant et il est la doublure de Grégory Coupet et Nicolas Puydebois. À partir de septembre 2004, il a joué avec l'équipe de France des moins de 18 ans. Il signe son premier contrat professionnel à l'été 2005. Il se blesse en mars 2010 et reste éloigné des terrains pour plusieurs mois. En 2011 il est toujours 3e gardien derrière Hugo Lloris et Rémy Vercoutre.  Johan Hartock n’a jamais eu l’opportunité de disputer la moindre rencontre chez les pros lors de son passage à l'Olympique lyonnais.
Après plusieurs essais dont à Aston Villa à l'OGC Nice et au FC Nantes et une participation au stage UNFP 2011, il s'engage pour une saison à Brest. 
Lors de la saison 2011-2012, il est le 3e gardien derrière Steeve Elana et Lionel Cappone. Six mois après son arrivée à Brest, il dispute son premier match professionnel en coupe de France contre Niort le 7 janvier 2012, profitant d'une blessure à la cuisse de Lionel Cappone. En juin 2012, il est prolongé pour deux saisons supplémentaires.
Lors de la saison 2012-2013, il devient le 2e gardien derrière Alexis Thébaux. Il dispute de nouveau la coupe de France lors de la saison 2012-2013,. En l'absence d'Alexis Thébaux, il se voit titularisé à deux reprises lors des 30e et 31e journées de Ligue 1, respectivement contre Lille et Bastia.
En août 2015, Alexis Thébaux signe au Paris FC, ce qui laisse vacante la place de numéro 1.
Joan Hartock s'en empare après plusieurs prestations remarquées en match de préparation et au début du championnat de Ligue 2. Brest cherche alors un gardien remplaçant et non titulaire pour pallier le départ de Alexis Thébaux. 
Joan Hartock devient donc gardien numéro 1 de Brest.
À l'été 2021, Joan Hartock s'engage avec l'US Ducey Isigny, club de Régional 1 de la Manche.

## Statistiques
| Saison                | Club                    | Championnat           | Championnat | Championnat | Coupe nationale | Coupe nationale | Coupe de la Ligue | Coupe de la Ligue | Total | Total |
| Saison                | Club                    | Division              | M.          | B.          | M.              | B.              | M.                | B.                | M.    | B.    |
| 2004-2005             | Olympique lyonnais rés. | CFA                   | 12          | 0           | -               | -               | -                 | -                 | 12    | 0     |
| 2005-2006             | Olympique lyonnais rés. | CFA                   | 17          | 0           | -               | -               | -                 | -                 | 17    | 0     |
| 2006-2007             | Olympique lyonnais rés. | CFA                   | 29          | 0           | -               | -               | -                 | -                 | 29    | 0     |
| 2007-2008             | Olympique lyonnais rés. | CFA                   | 25          | 0           | -               | -               | -                 | -                 | 25    | 0     |
| 2008-2009             | Olympique lyonnais rés. | CFA                   | 25          | 0           | -               | -               | -                 | -                 | 25    | 0     |
| 2009-2010             | Olympique lyonnais rés. | CFA                   | 10          | 0           | -               | -               | -                 | -                 | 10    | 0     |
| 2010-2011             | Olympique lyonnais rés. | CFA                   | -           | -           | -               | -               | -                 | -                 | 0     | 0     |
| Sous-total            | Sous-total              | Sous-total            | 118         | 0           | -               | -               | -                 | -                 | 118   | 0     |
| 2011-2012             | Stade brestois 29       | Ligue 1               | -           | -           | 1               | 0               | -                 | -                 | 1     | 0     |
| 2012-2013             | Stade brestois 29       | Ligue 1               | 2           | 0           | 3               | 0               | -                 | -                 | 5     | 0     |
| 2013-2014             | Stade brestois 29       | Ligue 2               | -           | -           | 3               | 0               | 1                 | 0                 | 4     | 0     |
| 2014-2015             | Stade brestois 29       | Ligue 2               | 3           | 0           | 6               | 0               | -                 | -                 | 9     | 0     |
| 2015-2016             | Stade brestois 29       | Ligue 2               | 36          | 0           | -               | -               | 1                 | 0                 | 37    | 0     |
| 2016-2017             | Stade brestois 29       | Ligue 2               | 36          | 0           | 1               | 0               | -                 | -                 | 37    | 0     |
| Sous-total            | Sous-total              | Sous-total            | 77          | 0           | 14              | 0               | 2                 | 0                 | 93    | 0     |
| 2017-2018             | US Quevilly-Rouen       | Ligue 2               | 32          | 0           | -               | -               | -                 | -                 | 32    | 0     |
| Sous-total            | Sous-total              | Sous-total            | 32          | 0           | -               | -               | -                 | -                 | 32    | 0     |
| Total sur la carrière | Total sur la carrière   | Total sur la carrière | 227         | 0           | 14              | 0               | 2                 | 0                 | 243   | 0     |

## Palmarès
Après avoir été finaliste de la Coupe de la Martinique en 2004 avec l'US Le Robert, Joan Hartock rejoint la métropole et l'Olympique lyonnais avec lequel il remporte le Champion de France des réserves professionnelles de CFA en 2006, 2009, 2010 avec l'équipe réserve.
- Nommé pour le trophée UNFP du meilleur gardien de Ligue 2 en 2017